# Network World
Network World (рус.  "Мир Сетей") — печатное еженедельное IT-издание, ориентирующееся на новости и события в мире компьютерных сетей. Штаб-квартира компании расположена во Фрамингхэме, США.

## История
Еженедельник появился в 1986 году благодаря компании International Data Group, решившей создать самостоятельное ответвление от Computerworld. В 1995 году Network World запустил веб-сайт, получивший название «Network World Fusion», а затем переименованный в «NetworkWorld.com» в 2005 году. Ежедневно на сайте публикуются новости, статьи, обзоры и тесты, мнения, блоги, видео и подкасты, а также там присутствует блог, который ведётся популярным колумнистом Марком Гиббсом (англ. Mark Gibbs).
В 2006 году в составе «Network World» были выделены ещё два проекта IDG: LinuxWorld и JavaWorld. Оба проекта существуют лишь в электронном варианте.